# モエギスゲ

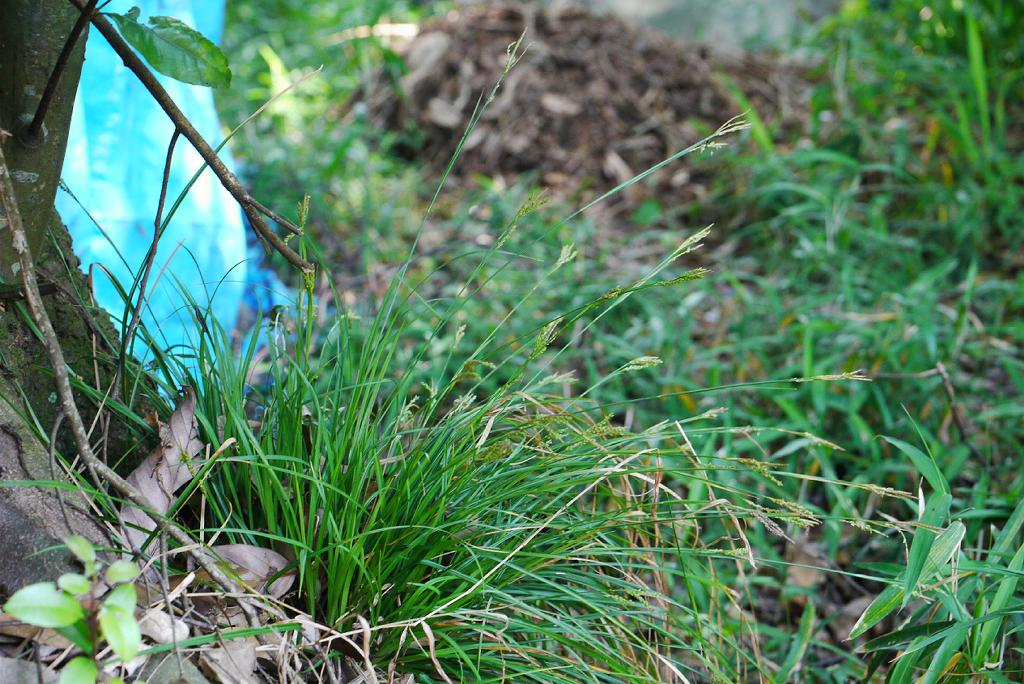
全草

モエギスゲ Carex tristachya Thunb. は、カヤツリグサ科スゲ属の植物の一つ。小型なスゲでは、西日本ではアオスゲと並んで普通に見られる小型のスゲである。外見的にもアオスゲなどとよく似ていて、往々に混同される。ただし、小穂の形をよく見れば、区別は容易である。特徴は小穂が円柱状で、花茎の先端に集まることである。なお、他にも似たものはいくつかある。

## 特徴
常緑性の多年生草本。草丈は20-30cmほど、匍匐茎はなく、株が寄り集まるように生える。基部の鞘は褐色の繊維状になる。葉は幅3-5mm、細長くてやや硬くまっすぐに伸び、つやがあって黄緑色で他種よりやや黄味が強い。
花期は4-5月、この仲間では比較的早い。花茎は20-35cm、やや斜めに伸びる。小穂は5個ほどで、柄はほとんどなく、すべて花茎の先端に集まって生じる。最下の小穂1個は時にやや下方から出て、その場合には長い柄がある。小穂はすべて緑色で立ち、長さは1-3cm。従って、見かけ上では一カ所から数本の棒が斜め前方にまばらに突き出た形となる。
頂小穂は雄性で、細い線形、以下の雌小穂より短め。雄花の鱗片は緑で小穂の軸にしっかりと巻き付く。それ以下の小穂はすべて雌性で、細長い棒状。果胞は卵状紡錘形で長さ3mm、毛があって脈がはっきりしている。柱頭は3本で、短い。なお、花時は雄小穂も雌小穂も細い棒状だが、果実が結構膨らむので、成熟時の雌小穂は雄小穂よりかなり太くなり、印象がずいぶん変わる。

## 分布と生育環境
関東以西の本州から四国、九州に分布し、日本固有種である。乾燥した草地や明るい雑木林に生え、林縁や山間部から人里付近まで広く見られる。アオスゲなどとも一緒に見られることが多い。

## 近縁種・変異
アオスゲやヌカスゲなどは全体によく似て見える。この2種は雌小穂が太く短いこと、前者では頂小穂が棍棒状、後者では雌小穂より長くて細い棒状であることなどで見分けがつく。他にシバスゲやクサスゲは匍匐枝が発達する点で異なる。
ややこしいのがヒメモエギスゲ var. pocilliformis で、この種内の変種となってはいるが、以前は本種の亜種 subsp. pocilliformis とされていたこともあり、独立種とされたこともあるものである。基本種と非常によく似ているが、雄小穂の鱗片が小穂の軸を巻くだけでなく、両端が融合して明確なコップ状になる。果胞もやや小さいなど、細部でも差がある。本種同様に関東以西に分布するが、九州を越えて対馬、南西諸島に分布する。従って南西諸島でこれのみしか分布せず、だから2種を区別することを気にしないでヒメモエギスゲと確定できて便利である。なお、この変種はさらに西方、国外にまで生育して朝鮮、台湾、中国にまで分布がある。